# Sri-lankische Cricket-Nationalmannschaft in Indien in der Saison 2014/15
Die Tour der sri-lankischen Cricket-Nationalmannschaft nach Indien in der Saison 2014/15 fand vom 30. Oktober bis zum 16. November 2014 statt. Die internationale Cricket-Tour war Teil der internationalen Cricket-Saison 2014/15. Die Serie bestand ausschließlich aus einer Serie von fünf ODIs, die Indien 5-0 gewann. Es war das erste Mal, dass Sri Lanka eine Serie 5-0 verlor.
Die Tour fand statt, da eine Tour zwischen Indien und den West Indies vorzeitig abgesagt werden musste.
Im vierten ODI stellte der indische Batsman Rohit Sharma zwei Rekorde auf, als er in seinem Innings 33 Boundary-4 erzielte und insgesamt 264 Runs erzielte.

## Vorgeschichte

### Ansetzung
Nachdem die west-indische Cricket-Nationalmannschaft sich von seiner Tour vorzeitig zurückgezogen hatte, haben der indische Verband BCCI und der sri-lankische Verband SLC auf eine kurzfristig eingeschobene ODI-Tour als Ersatz geeinigt. Dazu wurde die vorgesehene Tour der beiden Teams im folgenden Jahr von Indien nach Sri Lanka verschoben.

## Stadien
Die folgenden Stadien wurden für die Tour als Austragungsort vorgesehen und am 21. Oktober 2014 bekanntgegeben.
| Stadion   | Stadt                                      | Kapazität | Spiele |
| --------- | ------------------------------------------ | --------- | ------ |
| Ahmedabad | Sardar Patel Stadium                       | 54.000    | 2. ODI |
| Cuttack   | Barabati Stadium                           | 45.000    | 1. ODI |
| Hyderabad | Rajiv Gandhi International Cricket Stadium | 55.000    | 3. ODI |
| Kolkata   | Eden Gardens                               | 82.000    | 4. ODI |
| Ranchi    | JSCA International Cricket Stadium         | 39.133    | 5. ODI |

## Kader
Sri lanka benannte seinen Kader am 22. Oktober 2014.
| ODI | ODI |
| Indien | Sri Lanka |
| --- | --- |
| - Virat Kohli (K) - Varun Aaron - Ravichandran Ashwin - Stuart Binny - Shikhar Dhawan - Ravindra Jadeja - Kedar Jadhav - Dhawal Kulkarni - Vinay Kumar - Amit Mishtra - Akshar Patel - Ajinkya Rahane - Suresh Raina - Ambati Rayudu - Wriddhiman Saha (wk) - Karn Sharma - Rohit Sharma - Ishant Sharma - Robin Uthappa (wk) - Umesh Yadav | - Angelo Mathews (K) - Dinesh Chandimal - Chathuranga de Silva - Niroshan Dickwella (wk) - Tillakaratne Dilshan - Shaminda Eranga - Lahiru Gamage - Mahela Jayawardene - Nuwan Kulasekara - Ajantha Mendis - Kusal Perera - Thisara Perera - Dhammika Prasad - Seekkuge Prasanna - Ashan Priyanjan - Suraj Randiv - Kumar Sangakkara (wk) - Upul Tharanga - Lahiru Thirimanne |

## Tour Match
| 30. Oktober Scorecard | Mumbai | Indien A 382-6 (50)          | – | Sri Lankans 294-9 (50) |
|                       |        | Indien A gewinnt mit 88 Runs |   |                        |

## One-Day Internationals

### Erstes ODI in Cuttack
| 2. November Scorecard | Cuttack | Indien 363-5 (50)           | – | Sri Lanka 194 (39.2) |
|                       |         | Indien gewinnt mit 169 Runs |   |                      |

### Zweites ODI in Ahmedabad
| 6. November Scorecard | Ahmedabad | Sri Lanka 274-8 (50)         | – | Indien 275-4 (44.3) |
|                       |           | Indien gewinnt mit 6 Wickets |   |                     |

### Drittes ODI in Hyderabad
| 9. November Scorecard | Hyderabad | Sri Lanka 242 (48.2)         | – | Indien 245-4 (44.1) |
|                       |           | Indien gewinnt mit 6 Wickets |   |                     |

### Viertes ODI in Kolkata
| 13. November Scorecard | Kolkata | Indien 404-5 (50)           | – | Sri Lanka 251 (43.1) |
|                        |         | Indien gewinnt mit 153 Runs |   |                      |

### Fünftes ODI in Ranchi
| 16. November Scorecard | Ranchi | Sri Lanka 286-8 (50)         | – | Indien 288-7 (48.4) |
|                        |        | Indien gewinnt mit 3 Wickets |   |                     |

## Statistiken
Die folgenden Cricketstatistiken wurden bei dieser Tour erzielt.
| ODIs                | ODIs       | ODIs    | ODIs    | ODIs    | ODIs    | ODIs    | ODIs    | ODIs    |
| Batting             | Batting    | Batting | Batting | Batting | Batting | Batting | Batting | Batting |
| Spieler             | Mannschaft | Spiele  | Innings | Runs    | Average | HS      | 100s    | 50s     |
| ------------------- | ---------- | ------- | ------- | ------- | ------- | ------- | ------- | ------- |
| Angelo Mathews      | Sri Lanka  | 5       | 5       | 339     | 113,00  | 139*    | 1       | 2       |
| Virat Kohli         | Indien     | 5       | 5       | 329     | 82,25   | 139*    | 1       | 2       |
| Shikhar Dhawan      | Indien     | 3       | 3       | 283     | 94,33   | 113     | 1       | 2       |
| Rohit Sharma        | Indien     | 2       | 2       | 273     | 136,50  | 264     | 1       | 0       |
| Ambati Rayudu       | Indien     | 5       | 5       | 250     | 62,50   | 121*    | 1       | 1       |
| Bowling             |            |         |         |         |         |         |         |         |
| Spieler             | Mannschaft | Spiele  | Overs   | Wickets | Average | BBI     | 5W      | 10W     |
| Axar Patel          | Indien     | 5       | 43.1    | 11      | 18,09   | 3/40    | 0       | 0       |
| Umesh Yadav         | Indien     | 4       | 33.2    | 10      | 16,90   | 4/53    | 0       | 0       |
| Dhawal Kulkarni     | Indien     | 3       | 27.2    | 8       | 18,62   | 4/34    | 0       | 0       |
| Ravichandran Ashwin | Indien     | 4       | 39      | 6       | 33,33   | 2/49    | 0       | 0       |
| Ishant Sharma       | Indien     | 3       | 22      | 4       | 26,50   | 4/34    | 0       | 0       |
| Ajantha Mendis      | Sri Lanka  | 2       | 16.4    | 4       | 35,75   | 4/73    | 0       | 0       |
| Angelo Mathews      | Sri Lanka  | 5       | 26      | 4       | 36,25   | 2/33    | 0       | 0       |

## Player of the Series
Als Player of the Series wurden die folgenden Spieler ausgezeichnet.
| Serie | Player of the Series |
| ----- | -------------------- |
| ODI   | Virat Kohli          |

### Player of the Match
Als Player of the Match wurden die folgenden Spieler ausgezeichnet.
| Spiel  | Player of the Match |
| ------ | ------------------- |
| 1. ODI | Ajinkya Rahane      |
| 2. ODI | Ambati Rayudu       |
| 3. ODI | Mahela Jayawardene  |
| 4. ODI | Rohit Sharma        |
| 5. ODI | Angelo Mathews      |